# (2781) Kleczek
(2781) Kleczek (1982 QH) – planetoida z pasa głównego asteroid okrążająca Słońce w ciągu 5,58 lat w średniej odległości 3,14 j.a. Odkryta 19 sierpnia 1982 roku.